# ESO 137-001
ESO 137—001 — спиральная галактика с перемычкой в созвездии Южный Треугольник в крупном скоплении галактик Abell 3627. Расположена в 280 кпк в северо-западном направлении от центра скопления. Является относительно небольшой по массе — (0,5-1,4)⋅1010M⊙ — голубой галактикой позднего типа с активным звездообразованием.
По мере движения к центру скопления со скоростью 7 млн км/ч галактика встречается со сверхнагретой (~ 100 млн градусов Кельвина) межгалактической плазмой. Со стороны межгалактического газа на частицы межзвездного газа галактики действует ударное давление, которое, превышая гравитационное притяжение галактики, как бы выдувает этот газ. Этот процесс называется «приливным обдиранием». В результате него формируются хвосты длиной до 260 тыс. св. лет, в которых, как и в самой галактике, происходит интенсивное звездообразование. Частицы пыли и звезды не так сильно подвержены давлению, поэтому общий вид галактики сохраняется.
Длинные хвосты из выброшенного газа придают галактике специфический вид: растянутые голубые волокна напоминают по форме щупальца медузы или пушинки созревшего цветка одуванчика.

## История изучения
Галактика была открыта доктором философии М. Суном на основании данных рентгеновских телескопов «Чандра» и «XMM-Newton» в 2005 году.
При наблюдениях с Земли или околоземной орбиты галактика видна очень близко к плоскости Млечного пути, что затрудняет исследование.
Помимо рентгеновского диапазона, имеются также изображения в ИК-диапазоне, полученные телескопом «Спитцер», и в оптическом диапазоне, в частности, в линии H-альфа — с Южного астрофизического исследовательского телескопа. В видимом диапазоне есть и данные с телескопа «Хаббл».
Первоначально, почти сразу после открытия галактики, был обнаружен один хвост, и лишь несколько лет спустя — второй. Наблюдения на радиотелескопе Atacama Pathfinder Experiment выявили порядка 1⋅109M⊙ газа в молекулярной форме в самой галактике — как минимум вдвое меньше, чем изначально содержится в составе галактик такого типа, — и примерно (2-4)⋅109M☉ в области хвостов; это подтверждает, что газ был вытеснен из неё в результате приливного обдирания.
В 2014 году начались наблюдения за движением газа в хвостах также на телескопе VLT/

## Будущее галактики
Учёные полагают, что приливное обдирание оказывает существенное влияние на эволюцию галактики: она теряет холодный газ, в ней перестают образовываться новые звёзды, а из-за снижения темпов звездообразования изменяется структура внутренних спиральных рукавов и балджа. Постепенно это приводит к быстрому старению всей галактики, так, что когда-нибудь в ней останутся только холодные красные и желтые звезды.
Движение газа в хвосте подвержено гравитационному взаимодействию с обычной барионной и темной материей. От распределения последней зависит форма хвоста.